# 皇家銀行廣場
皇家銀行廣場（英語：Royal Bank Plaza）是位於加拿大安大略省多倫多市中心卑街的雙塔摩天大樓，實際上是加拿大皇家銀行總部。建築與廣場本身都由牛津房地產公司擁有，而該公司的總部亦設於此處。
1970年代，皇家銀行打算將其總部從蒙特婁的維萊瑪利廣場搬到多倫多，因此開始興建這一建築。皇家銀行廣場包含南北兩座樓，南樓比北樓更高，樓基呈三角形。因為樓層構造十分嶙峋，所以很容易導致出現蜘蛛網。大樓的玻璃是由2,500盎司（71,000克）的金子鍍成的，建造時每個窗戶價值70加拿大元。

## 客戶
- 牛津房地產公司
- 加拿大皇家銀行
- 諾頓羅氏[9]
- 淡水河谷公司[10]
- 摩根大通公司[11]
- OMERS
- 三菱東京UFJ銀行

## 圖片

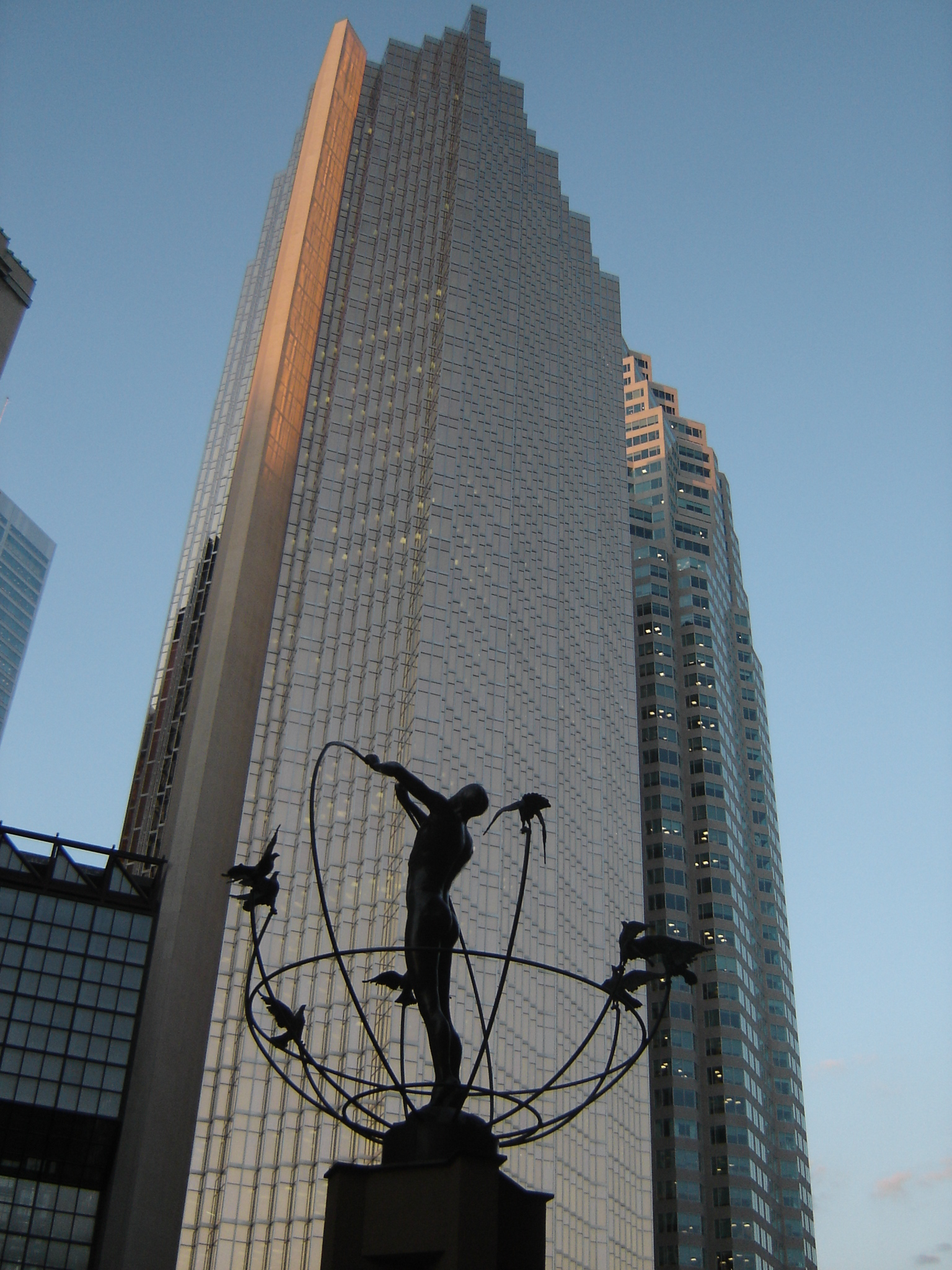
東北面

## 外部連結
- Royal Bank Plaza North （页面存档备份，存于） at Oxford Properties Group
- Royal Bank Plaza South （页面存档备份，存于） at Oxford Properties Group